# Comuna de Cyców
Cyców (polaco: Gmina Cyców) é uma gminy (comuna) na Polónia, na voivodia de Lublin e no condado de Łęczyński. A sede do condado é a cidade de Cyców.
De acordo com os censos de 2004, a comuna tem 7496 habitantes, com uma densidade 50,7 hab/km².

## Área
Estende-se por uma área de 147,87 km², incluindo:
- área agricola: 80%
- área florestal: 8%

## Demografia
Dados de 30 de Junho 2004:
|                      | Total   | Total | Mulheres | Mulheres | Homens  | Homens |
| -------------------- | ------- | ----- | -------- | -------- | ------- | ------ |
|                      | pessoas | %     | pessoas  | %        | pessoas | %      |
| População            | 7496    | 100   | 3845     | 51,3     | 3651    | 48,7   |
| Densidade (pop./km²) | 50,7    | 100   | 26       | 26       | 24,7    | 24,7   |

De acordo com dados de 2002, o rendimento médio per capita ascendia a 1277,78 zł.

## Comunas vizinhas
- Ludwin, Puchaczów, Siedliszcze, Urszulin, Wierzbica